# توم مكدونالد (محامي)
توم مكدونالد (بالإنجليزية: Tom McDonald)‏ هو دبلوماسي ومحامي أمريكي، ولد في 1953.